# Mistrzostwa Europy w Lekkoatletyce 2014 – bieg na 1500 m kobiet
Bieg na 1500 metrów kobiet – jedna z konkurencji rozegranych podczas lekkoatletycznych mistrzostw Europy na Letzigrund Stadion w Zurychu.

## Terminarz
| Data        | Godzina |            |
| ----------- | ------- | ---------- |
| 12 sierpnia | 10:35   | Eliminacje |
| 15 sierpnia | 19:25   | Finał      |

## Rekordy
Tabela prezentuje rekord świata, rekord Europy, najlepsze osiągnięcie na Starym Kontynencie, a także najlepszy rezultat na świecie w sezonie 2014 przed rozpoczęciem mistrzostw.
|                          | Zawodnik          | Wynik   | Miejsce  | Data                  |
| ------------------------ | ----------------- | ------- | -------- | --------------------- |
| Rekord świata            | Qu Yunxia         | 3:50,46 | Pekin    | 11 września 1993(dts) |
| Listy światowe           | Sifan Hassan      | 3:57,00 | Paryż    | 5 lipca 2014(dts)     |
| Rekord mistrzostw Europy | Tatjana Tomaszowa | 3:56,91 | Göteborg | 13 sierpnia 2006(dts) |
| Rekord Europy            | Tatjana Kazankina | 3:52,47 | Zurych   | 13 sierpnia 1980(dts) |

### Listy europejskie
Tabela przedstawia 10 najlepszych wyników uzyskanych w sezonie 2014 przez europejskie lekkoatletki przed rozpoczęciem mistrzostw.
| lp. | Zawodniczka            | Wynik   | Data      | Miejsce     |
| --- | ---------------------- | ------- | --------- | ----------- |
| 1.  | Sifan Hassan           | 3:57,00 | 5 lipca   | Saint-Denis |
| 2.  | Abeba Aregawi          | 3:57,57 | 31 maja   | Eugene      |
| 3.  | Laura Muir             | 4:00,07 | 5 lipca   | Saint-Denis |
| 4.  | Laura Weightman        | 4:00,17 | 5 lipca   | Saint-Denis |
| 5.  | Luiza Gega             | 4:03,12 | 21 maja   | Pekin       |
| 6.  | Meraf Bahta            | 4:03,16 | 8 czerwca | Hengelo     |
| 7.  | Ingvill Måkestad Bovim | 4:04,11 | 19 lipca  | Heusden     |
| 8.  | Svetlana Karamasheva   | 4:04,45 | 26 lipca  | Kazań       |
| 9.  | Nuria Fernández        | 4:04,67 | 19 lipca  | Heusden     |
| 10. | Maureen Koster         | 4:04,92 | 8 czerwca | Hengelo     |

## Rezultaty

### Eliminacje
| Poz. | Bieg | Tor | Zawodniczka            | Reprezentacja   | Czas    | Uwagi |
| ---- | ---- | --- | ---------------------- | --------------- | ------- | ----- |
| 1.   | 2    | 3   | Sifan Hassan           | Holandia        | 4:09,55 | Q     |
| 2.   | 2    | 11  | Renata Pliś            | Polska          | 4:10,33 | Q     |
| 3.   | 2    | 4   | Federica Del Buono     | Włochy          | 4:10,47 | Q     |
| 4.   | 2    | 5   | Laura Weightman        | Wielka Brytania | 4:10,55 | Q     |
| 5.   | 2    | 7   | Hannah England         | Wielka Brytania | 4:10,73 | q     |
| 6.   | 2    | 10  | Diana Sujew            | Niemcy          | 4:11,27 | q     |
| 7.   | 2    | 6   | Anna Szczagina         | Rosja           | 4:11,27 | q     |
| 8.   | 2    | 2   | Natalija Pryszczepa    | Ukraina         | 4:11,42 | q     |
| 9.   | 1    | 9   | Abeba Aregawi          | Szwecja         | 4:11,64 | Q     |
| 10.  | 1    | 11  | Amela Terzić           | Serbia          | 4:11,75 | Q     |
| 11.  | 2    | 13  | Luiza Gega             | Albania         | 4:12,25 |       |
| 12.  | 1    | 1   | Swietłana Karamaszewa  | Rosja           | 4:12,94 | Q     |
| 13.  | 1    | 7   | Ingvill Måkestad Bovim | Norwegia        | 4:13,02 | Q     |
| 14.  | 1    | 12  | Anna Miszczenko        | Ukraina         | 4:14,24 |       |
| 15.  | 1    | 6   | Laura Muir             | Wielka Brytania | 4:14,69 |       |
| 16.  | 2    | 1   | Lucia Klocová          | Słowacja        | 4:14,77 |       |
| 17.  | 1    | 8   | Maureen Koster         | Holandia        | 4:15,11 |       |
| 18.  | 2    | 12  | Diana Mezuliáníková    | Czechy          | 4:15,40 |       |
| 19.  | 1    | 4   | Sonja Roman            | Słowenia        | 4:16,38 |       |
| 20.  | 1    | 3   | Esma Aydemir           | Turcja          | 4:16,90 |       |
| 21.  | 1    | 10  | Margherita Magnani     | Włochy          | 4:17,19 |       |
| 22.  | 1    | 5   | Agata Strausa          | Łotwa           | 4:17,61 |       |
| 23.  | 1    | 2   | Isabel Macías          | Hiszpania       | 4:17,76 |       |
| 24.  | 2    | 8   | Gamze Bulut            | Turcja          | 4:18,28 |       |
| 25.  | 2    | 9   | Liina Tšernov          | Estonia         | 4:25,18 |       |

### Finał
| Poz. | Tor | Zawodniczka            | Reprezentacja   | Czas    | Uwagi |
| ---- | --- | ---------------------- | --------------- | ------- | ----- |
|      | 1   | Sifan Hassan           | Holandia        | 4:04,18 |       |
|      | 4   | Abeba Aregawi          | Szwecja         | 4:05,08 |       |
|      | 12  | Laura Weightman        | Wielka Brytania | 4:06.32 |       |
| 4    | 5   | Renata Pliś            | Polska          | 4:06,65 |       |
| 5    | 11  | Federica Del Buono     | Włochy          | 4:07,49 | PB    |
| 6    | 9   | Hannah England         | Wielka Brytania | 4:07,80 |       |
| 7    | 8   | Anna Szczagina         | Rosja           | 4:08,05 |       |
| 8    | 2   | Diana Sujew            | Niemcy          | 4:08,63 |       |
| 9    | 3   | Ingvill Måkestad Bovim | Norwegia        | 4:08,85 |       |
| 10   | 10  | Natalija Pryszczepa    | Ukraina         | 4:08,89 | PB    |
| 11   | 6   | Swietłana Karamaszewa  | Rosja           | 4:11,35 |       |
| 12   | 7   | Amela Terzić           | Serbia          | 4:19,11 |       |